# خيلين رامبو
خيلين رامبو (مواليد 8 يناير 1996) هو ممثل أمريكي، أشتهر بدوره في مسلسل ذئب مراهق.

## روابط خارجية
- خيلين رامبو على موقع IMDb (الإنجليزية)
- خيلين رامبو على موقع روتن توميتوز (الإنجليزية)
- خيلين رامبو على موقع ألو سيني (الفرنسية)
- خيلين رامبو على موقع أول موفي (الإنجليزية)
- خيلين رامبو على موقع قاعدة بيانات الفيلم (الإنجليزية)